# Rebelles (film, 2019)
Pour les articles homonymes, voir Rebelles.
Pour plus de détails, voir Fiche technique et Distribution.
Rebelles est une comédie française réalisée par Allan Mauduit et sortie en 2019.

## Synopsis
Sandra, ancienne miss Nord-Pas-de-Calais, est embauchée dans une conserverie locale. 
Un soir son contremaitre profite de son autorité pour la menacer et tenter de la violer. Sandra se défend et lui coupe le sexe en donnant un grand coup de pied dans une porte de casier. Puis, le contremaitre en essayant de s'enfuir meurt en chutant dans les escaliers, empêtré dans son pantalon baissé. 
Deux autres ouvrières de garde alertées par le bruit interviennent et découvrent la situation. Alors qu'elles s'apprêtent à appeler la police, les trois femmes découvrent un sac rempli de billets dans les affaires du défunt. Elles décident de s'en emparer et de se débarrasser du corps du contremaître : leurs ennuis commencent.
Cet argent n'est en effet pas tombé du ciel et une redoutable bande de malfaiteurs veut à tout prix le récupérer. Au cours de ses mésaventures, Sandra va aussi retrouver son père ainsi qu'un ex devenu flic, tous deux peu recommandables...

## Fiche technique
- Titre : Rebelles
- Réalisation : Allan Mauduit
- Scénario : Allan Mauduit et Jérémie Guez
- Production : Matthieu Tarot
- Sociétés de production : Albertine Productions et Wild Bunch
- SOFICA : Cofimage 29, Manon 8
- Société de distribution : Le Pacte
- Photographie : Vincent Mathias
- Décoration : Jérémy Streliski
- Montage : Christophe Pinel
- Musique : Ludovic Bource
- Budget : 4,4 millions d'euros
- Pays d'origine :  France
- Langue originale : français
- Format : couleur
- Genre : comédie
- Durée : 87 minutes
- Dates de sortie : 
  - France : 17 janvier 2019 (Festival international du film de comédie de l'Alpe d'Huez) ; 13 mars 2019 (sortie nationale)
  - Suisse romande : 13 mars 2019
- Tous publics avec avertissement lors de sa sortie en salles ; déconseillé aux moins de 12 ans lors de sa diffusion à la télévision.

## Distribution
- Cécile de France : Sandra, ancienne miss Nord-Pas-de-Calais
- Audrey Lamy : Marilyn, l'employée de la poissonnerie
- Yolande Moreau : Nadine, l'employée de la poissonnerie
- Simon Abkarian : Simon Bénéké, le père de Sandra
- Samuel Jouy : Digne, le commissaire
- Béatrice Agenin : la mère de Sandra
- Patrick Ridremont : Jean-Mi, le contremaître de la poissonnerie
- Michel Nabokoff : le conseiller
- Tom Lecocq : Dylan, le fils de Marylin
- Valentin Papoudof : Gaëtan, l'homme de main de Monsieur Boniface
- Michel Masiero : Franck, le mari de Nadine
- Éric Godon : Monsieur Boniface, le chef du gang des Belges

## Autour du film

### Bande musicale
- Le générique et leitmotiv musical du film est la Danse macabre du compositeur français Camille Saint-Saëns.
- Bang Bang par Parabellum.

## Accueil

### Critiques
Le film reçoit d'assez bons retours, avec une note moyenne de 3,7⁄5 sur Allociné.
20 minutes dit « Ce film étonnant, récompensé à l’Alpe d’Huez, surprend par ses constants changements de ton ». Télérama est un petit peu plus sceptique : « Cette comédie détonante recèle quelques pépites d’humour noir, mais accumule les gags fastidieux ».

### Box-office
| Pays ou région | Box-office      | Date d'arrêt du box-office | Nombre de semaines |
| -------------- | --------------- | -------------------------- | ------------------ |
| France         | 925 503 entrées | 9 juillet 2019             | 17                 |
| Total mondial  | 7 260 661 $     | -                          | -                  |

## Récompenses et distinctions
- Festival international du film de comédie de l'Alpe d'Huez 2019 : prix Globes de cristal de la presse